# مارگیت لادومرسکی
مارگیت لادومرسکی (مجاری: Margit Ladomerszky؛ ۱۷ دسامبر ۱۹۰۴ – ۱۰ اکتبر ۱۹۷۹) بازیگر اهل مجارستان بود.

از فیلم‌ها یا مجموعه‌های تلویزیونی که وی در آن‌ها نقش داشته‌است، می‌توان به دکتر اشتوان کوواچ اشاره نمود.